# Henri Manhès
Pour les articles homonymes, voir Manhès.
Henri Manhès est un résistant français, compagnon de route du Parti communiste, né le 9 juin 1889 à Étampes et mort à Nice le 24 juin 1959.

## Biographie
Henri Frédéric Alfred Manhès naît le 9 juin 1889 à Étampes. Il est le fils de Félix Manhès, comptable, et de Charlotte Pernaux. Il suit des cours de droit pendant deux ans avant d'accomplir son service militaire en 1910.
Il est décoré de la Croix de guerre pour ses actes durant la Première Guerre mondiale.
En 1936, il devient membre du cabinet de Pierre Cot au ministère de l'Air, où il se lie d'amitié avec Jean Moulin.

### Résistance et déportation
En janvier 1941 il favorise, auprès de la sous-préfecture de Grasse (Alpes-Maritimes), l'obtention du faux passeport de Jean Moulin. Il rejoint à son tour la Résistance en avril 1941 et s'engage dans les Forces françaises libres sous le nom de Frédéric Monceau, avec le grade de lieutenant-colonel.
En 1942 et 1943, il est le représentant de Jean Moulin en zone nord. Il prend contact avec Ceux de la Résistance.
Henri Manhès est arrêté par la Gestapo le 3 mars 1943 à Paris. Il est emprisonné, interrogé puis interné au camp de transit du Frontstalag 122 de Royallieu-Compiègne. Il est déporté par le convoi du 22 janvier 1944 (2 006 hommes) à destination du camp de concentration de Buchenwald. Il se voit attribuer le matricule 42 040. Il dirige avec Marcel Paul le « Comité des intérêts français » dans le camp et en devient le président.

### L'après-guerre
En octobre 1945, il crée avec Marcel Paul la Fédération nationale des déportés et internés résistants et patriotes (FNDIRP). Lorsque Marcel Paul est nommé ministre de la Production industrielle le 21 novembre 1945, Henri Manhès entre à son cabinet.
Il est nommé Compagnon de la Libération par décret du 19 octobre 1945.
Quand David Rousset, après avoir raconté les camps nazis dans L'Univers concentrationnaire, se met en 1949 à dénoncer les camps soviétiques, Henri Manhès et l'amicale de Buchenwald lancent contre lui des accusations que Rousset repousse comme calomnieuses.
Manhès meurt le 25 juin 1959 à Nice. Il est inhumé au cimetière du Père-Lachaise (97e division).

## Distinctions
Il reçoit de nombreuses décorations, dont :
- Commandeur de la Légion d'honneur
- Compagnon de la Libération par décret du 19 octobre 1945
- Croix de guerre 1914–1918 (5 citations)
- Croix de guerre 1939–1945 (2 citations)
- Médaille de la Résistance française par décret du 31 mars 1947[8]
- Médaille des évadés
- Croix du combattant volontaire 1914–1918
- Croix du combattant volontaire de la guerre de 1939–1945
- Croix du combattant
- Croix du combattant volontaire de la Résistance
- Médaille interalliée de la Victoire
- Médaille commémorative de la guerre 1914–1918
- Médaille commémorative française de la guerre 1939–1945
- Médaille commémorative des services volontaires dans la France libre
- Croix de guerre (Belgique)
- Croix de guerre 1939-1945 (Tchécoslovaquie)

## Reconnaissance
- Plusieurs rues portent son nom à Paris, Nice, Épinay-sur-Orge, Sainte-Geneviève-des-Bois (Essonne), Fleury-Mérogis, Lorient, Nanterre, Saint-Martin-d'Hères, Fontaine, Vizille, Marignane, Vénissieux, Carcassonne et Hagondange.
- Plusieurs avenues portent son nom à Vierzon, Échirolles et Draguignan.
- Un hôpital porte son nom à Fleury-Mérogis.
- Un timbre édité en 1975 est à son effigie avec deux résistants, Pierre Kaan et Jean Verneau[9]